# Трудові ресурси
Трудові́ ресу́рси (або також трудові резерви) — поняття «марксистсько-ленінської» (комуністичної, сталінської або так званої «табірної») політичної економії.
Йдеться про те, що в сучасній економічній науці зветься працездатною частиною населення.
Трудові ресурси — це частина працездатного населення: чоловіки віком від 15 до 70 років та жінки віком від 15 до 65 років.

## Окреслення поняття
У вітчизняній економічній науці під цим терміном розуміється працездатне населення (дійсне і потенційне) на терені країни, адміністративної територіальної одиниці або підприємства. У нормативних актах та статистичному обліку більшості країн, використовується назва «працездатне населення», іноді також використовуються судження «людські ресурси» та «трудова сила».
Стосовно діяльного людського ресурсу — це економічно активне населення, домогосподарство, а також — демографічно активне населення (населення репродуктивного віку) тощо.